# Frances Swiney
Rosa Frances Emily Swiney, née Biggs, (21 avril 1847 – 3 mai 1922) est une écrivain et féministe britannique. 